# マーク・ロスキル
マーク・ロスキル（Mark Roskill, 1933年 - 2000年）は、イギリス出身の美術史家・美術評論家。ヨーロッパ近代以降の絵画の専門家。

## 生涯
英国海軍の歴史家スティーブン·ウェントワース・ロスキル（Stephen Wentworth Roskill, 1903年-1982年）の息子としてロンドンに生まれる。母、エリザベス・シャーロット・ファンデンベルグ（Elizabeth Charlotte van den Bergh, 1904年-）は、ロンドンのスレイド美術学校を卒業した初の女性の一人だった。

早熟だが少々エキセントリックなところのあったマーク・ロスキルは、名家出身者のならいでイートン校に送られた。その後ケンブリッジ大学のトリニティ・カレッジに学び、美術史研究を志してハーバード大学、ついでイギリスのコートールド美術研究所に所属した。しかしコートールドの会長アンソニー・ブラントがロスキルにハーバードの修士号を与えることを拒否したため、ロスキルはアメリカ合衆国に戻りプリンストン大学でルネサンス美術に関する論文を完成させ哲学博士号を得た。その後、1961年から68年までの間ハーバード大学で現代美術史について教鞭をとり、1968年にはマサチューセッツ州、アマースト大学の准教授に任命された。

1998年'Picasso and Braque: Pioneering Cubism"（ニューヨーク、近代美術館）、1997年"Hans Holbein: Paintings, Prints, and Reception"（ワシントン、ナショナル・ギャラリーCASVA）等 のシンポジウム開催に関わっている。

1951年と1953年の間、イギリス軍に所属し少尉の地位を得ている。

## 著作
- 『美術史とはなにか』（中森義宗訳、日貿出版社） 1987年

## 論文
- Dolce's "Arentino" and the Venetian Art Theory of the Cinquecento. Princeton, 1961, [also published in a revised form under the same title,] New York: College Art Association/New York University Press,1968
- English Painting from 1500 to 1865. London: Thames & Hudson, 1959
- The Letters of Vincent van Gogh.  New York: Atheneum, 1963
- Van Gogh, Gaugin and the Impressionist Circle.  Greenwich, CT: New York Graphic Society, 1970
- The Interpretation of Cubism.   Philadelphia: Art Alliance Press, 1985
- The Interpretation of Pictures. Amherst: University of Massachusetts Press, 1989
- Klee, Kandinsky, and the Thought of Their Time: A Critical Perspective.  Urbana, IL:  University of Illinois Press, 1992
- The Languages of Landscape.  College Station, PA:  Pennsylvania State University Press, 1997
- Hans Holbein: Paintings, Prints, and Reception.  Washington, DC: National Gallery of Art/Yale University Press, 2001

## 参考
Roskill, Mark W. - Dictionary of Art Historians (2015年1月14日) https://dictionaryofarthistorians.org/roskillm.htm